# Дуплищев, Михаил Илларионович
Михаил Илларионович Дуплищев (укр. Михайло Іларіонович Дуплiщев; 1912—1993) — советский и украинский учёный, доктор технических наук (1960), профессор (1960).
Автор свыше 100 научных работ по вопросам проектирования, конструирования и экспериментальной отработки изделий ракетной техники, включая монографии и учебники, а также ряда изобретений.

## Биография
Родился 16 ноября 1912 года в селе Калмык Воронежской губернии (ныне село Октябрьское в Поворинском районе Воронежской области) в крестьянской семье Иллариона Алексеевича и Домны Фроловны Дуплищевых. Отец погиб в 1914 году на русско-германском фронте Первой мировой войны. Мать осталась с тремя детьми, получала на детей пенсию за погибшего мужа — кавалера Георгиевского креста.

### Образование
Окончил Сталинградский механический институт (ныне Волгоградский государственный технический университет) в 1937 году, Ленинградский институт повышения квалификации инженеров оборонной промышленности в 1940 году и Академию оборонной промышленности в 1951 году. Был членом КПСС.
После окончания Академии был оставлен для обучения в аспирантуре с целью подготовки кандидатской диссертации. Руководителем его диссертационной работы был академик Михаил Клавдиевич Тихонравов, заведовавший в 1950—1953 годах в Академии кафедрой. В 1960 году Михаил Илларионович защитил докторскую диссертацию.

### Деятельность
Окончив Сталинградский механический институт, работал на заводах оборонной промышленности в Зеленодольске и Новочеркасске. С 1941 по 1945 год работал ведущим инженером-конструктором в опытно-конструкторском бюро в Перми — участвовал в разработке и создании самоходных установок. После Великой Отечественной войны работал заместителем Главного конструктора в Саратове. С 1948 года был старшим инженером в научно-исследовательском институте НИИ-88 (ныне Центральный научно-исследовательский институт машиностроения), возглавляемым С. П. Королёвым.
С 1952 по 1955 года Михаил Илларионович возглавлял Специальное конструкторское бюро (главный инженер и генеральный конструктор) в городе Златоусте Челябинской области. С 1955 года по 1960 год работал заместителем Главного конструктора в конструкторском бюро «Южное». Одновременно, по совместительству, с сентября 1955 и по февраль 1960 года являлся заведующим кафедрой № 1 на физико-техническом факультете Днепропетровского государственного университета (ДГУ, ныне Днепровский национальный университет имени Олеся Гончара). С февраля 1960 и по апрель 1990 года полностью перешёл на работу в ДГУ на физико-техническом факультете, где был заведующим кафедрой технической механики (1966—1981), профессором кафедры деталей машин (1981—1987), профессором кафедры технической механики (1987—1990). Под его руководством было защищено 25 кандидатских диссертаций, являлся консультантом докторских диссертаций.
Умер 18 февраля 1993 года в Днепропетровске. Его дочь — Ольга Михайловна Дуплищева, была ведущим инженером КБ «Южное», Почетный работник космической отрасли.
В Агентстве по делам архивов Пермского края имеются документы, относящиеся к М. И. Дуплищеву.

## Заслуги
- Был награждён орденом Трудового Красного Знамени (1959) и многими медалями, в числе которых «За доблестный труд в Великой Отечественной войне 1941—1945 гг.», «За трудовую доблесть» (1976), «За доблестный труда» (1970).[4]
- Федерация космонавтики СССР наградила М. И. Дуплищева «Медалью имени академика М. К. Янгеля» (1987). В этом же году он был награждён Почётной грамотой Министерством высшего и среднего специального образования СССР.[4]
- Заслуженный деятель науки и техники Украинской ССР (1989).